# La Pesquera
La Pesquera è un comune spagnolo di 248 abitanti situato nella comunità autonoma di Castiglia-La Mancia.